# Eothenomys cachinus
Eothenomys cachinus är en gnagare i underfamiljen sorkar som förekommer i Asien och beskrevs 1921 av Oldfield Thomas. 

## Systematik
Taxonet behandlades tidigare som underart till Eothenomys melanogaster eller till en annan art av samma släkte men kategoriseras numera som egen art.
Arten skiljer sig från nära besläktade sorkar i avvikande detaljer av skallens och tändernas konstruktion. Dessutom lever den i höga delar av bergstrakter.

## Utseende
Individerna når en kroppslängd (huvud och bål) av 110 till 125 mm och en svanslängd av 43 till 60 mm. De har 18 till 21 mm långa bakfötter och 12 till 15 mm långa öron. Ovansidan är täckt av ljusbrun päls med röd skugga (som hos unga rådjur) och undersidans hår är främst grå. De har ljusbruna spetsar.

## Utbredning
Eothenomys cachinus förekommer i provinserna Tibet och Yunnan i södra Kina samt i Myanmar. Den vistas i bergstrakter mellan 2300 och 3200 meter över havet. Regionen är täckt av täta bergsskogar och gnagaren hittas oftast i branta slänter eller vid vattendragens strandlinje.

## Status och hot
Beståndet hotas av skogsavverkningar. Sorken förekommer i olika naturskyddsområden och den har en ganska stor utbredning. Internationella naturvårdsunionen listar Eothenomys cachinus som livskraftig (LC).